# تشارلز لويس
تشارلز لويس (بالإنجليزية: Charles Lewis)‏ (15 أغسطس 1886 في المملكة المتحدة - 1 يناير 1967) هو لاعب كرة قدم بريطاني (وحمل سابقاً جنسية المملكة المتحدة لبريطانيا العظمى وأيرلندا) في مركز الهجوم. لعب مع نادي أرسنال ونادي مارغيت.

## وصلات خارجية
- تشارلز لويس على موقع عالم كرة القدم.نت (الإنجليزية)